# Csókás Emese
Csókás Emese (Szeged, 1961. február 23. –) Ferenczy Noémi-díjas magyar textiltervező iparművész.

## Tanulmányai
1975-tól 1979-ig a szegedi Tömörkény István Gimnázium és Művészeti Szakközépiskolában végezte tanulmányait, itt tette le az érettségi vizsgát. 1980 és 1985 között a budapesti Magyar Iparművészeti Főiskola, textil szakán tanult. Mesterei Plesnivy Károly és Széchényi Lenke voltak.

## Díjai, ösztöndíjai
- 1985 Dióssy-Nagyajtay alapítvány, akvarell pályázat, I, díj
- 1987 Idegenforgalmi Propaganda és kiadó vállalat, Különdíj
- 1989 Fiatal Iparművészek Stúdiójának ösztöndíja
- 1991–1994 Kozma Lajos Kézműves Iparművészeti ösztöndíj
- 1997 Élő Gobelin, I. díj
- Nemzeti Kulturális Alap, támogatás
- 1999 Nemzeti kulturális Alap, Alkotói támogatás
- Soros Alapítvány, támogatás
- 2008 Nemzeti Kulturális Alap. Alkotói támogatás
- 2009 VI. Nemzetközi Kárpit és textilművészeti Triennálé, I díj, Tournai, Belgium
- 2011 Nemzeti Kulturális Alap Alkotói támogatás
- 2018 Ferenczy Noémi-díj

## Tanulmányútjai
- 1999 Beauvais, Párizs, Franciaország

## Kiállításai

### Csoportos
1986 Fiatal Iparművészek Stúdiója, Csongrád H
Ferencvárosi Pincegaléria, Budapest H
1987 Ünnep, Vigadó Galéria, Budapest H
„Ünnep, a Fiatal Iparművészek Egyesületének kiállítása, Vigadó Galéria, Budapest
Csók Galéria, Budapest H
1988 X. Fal-és Tértextil Biennále, Savária Múzeum, Szombathely H
1990 II. Pest Megyei Iparművészeti Tárlat, Képtár, Szentendre H
Csend, Kárpitkiállítás, Vigadó Galéria, Budapest H
Palma de Mallorca E
1992 Kozma Lajos ösztöndíjasok, Tölgyfa Galéria, Budapest H
1994 Kozma Lajos ösztöndíjasok, Iparművészeti Múzeum, Budapest H
1996 Ezüstgerely, Sportmúzeum, Budapest H
„ Kárpit határok nélkül” 46 alkotóval
1997 Élő Gobelin, Gödöllői Galéria H
Képes Kárpitok, Eger H
Keramikusok és Kárpitművészek, Balaton Múzeum, Balaton Múzeum, Keszthely H
Építészet-Természet-Művészet”,Magdolna torony, Budapest
1998 Ékes Évszak, Magyar Kultúra Alapítvány Székhaza, Budapest H
Kárpitművészek Egyesületének ünnepi kiállítása, OMVH, Budapest H
XV. Fal- és Tértextil Biennále, Képtár, Szombathely H
1999 Szentendrei Tárlat, Művészet Malom, Szentendre H
Festival International de la Tapisserie. Beauvais, F
Pelso”99” Balaton Múzeum, Keszthely
2000 Biennále Arelis, Printemps 2000, Párizs F
Ferenczy Noémi és követői, MűvészetMalom, Szentendre H
„Szent István és Műve, Bazilika, Esztergom
2001 Ipar-Művészet, Műcsarnok, Budapest H
Hullám 2001 Pelso, Balaton Múzeum, Keszthely H
„Szent István és Műve Keresztény Múzeum, Esztergom
2002 Le fil Hongrois, Magyar Kárpitművészek Egyesülete, Nemzetek Palotája, Genf CH
Kortárs magyar kárpitok, Festőterem, Sopron H
Kortárs kárpitok Magyarországról, Palazzo Torlonia, Ceri I
Fiatal kárpitművészek, Vízivárosi Galéria, Budapest H
2003 Szent István és műve, Budavári Polgármesteri Hivatal, Budapest H
7 év 77 művész Budavári Kárpitműhely, Budapest H
Fiatal kárpitművészek, Kortárs Galéria, Tatabánya H
I.Textilművészeti Triennálé, Képtár, Szombathely H
2004 Corvin Kárpitok, Budavári Kárpitműhely, Budapest H
Átjáró, Iparművészeti Múzeum, Budapest H
2005 „Mátyás és kora” Magyar Kárpitművészek Egyesülete, Budavári Kárpitműhely Bp
KÁRPIT 2 Nemzetközi kárpit kiállítás, Szépművészeti Múzeum Budapest
Balassi kárpit kiállítás, Esztergom H
Balassi kárpit kiállítás , Hegyvidék Galéria, Budapest
2006 Művészeti Szemle, Olof Palme Ház MAOE, Budapest
II. Textilművészeti Triennálé, Szombathelyi Képtár
2008 Corvin kárpitok, Marczibányi Téri Művelődési Központ, Budapest H
VI. Nemzetközi Kárpit és Textilművészeti kiállítás, Tournai, Belgium
2009 Craft Design, Iparművészeti Múzeum, Budapest H
III. Textilművészeti kiállítás, Szombathely H
A kárpit jelene, Képző és Iparművészek Szövetsége, Budapest H
Pelso, Kerámia és Gobelin Keszthely H
Transz-Misszió, Magyar kárpitművészek Egyesületének kiállítása, Hatvan H
Megvalósult Művek, Iparművészeti Múzeum, Budapest H
2010 III. Textilművészeti Triennálé anyagából válogatás, Iparművészeti Múzeum, Budapest 

2011 Európa szövete, Brüsszeli Magyar Kulturális Intézet, Brüsszel, B
Dobrányi Ildikó Alapítvány közös műve
Európa fényei, az MKE közös műve, Európa Tanács Székháza, Strasbourg, FR
Parlament, Budapest H
Európa szövete, Iparművészeti Múzeum, Dobrányi Ildikó Alapítvány kiállítása
Európa fényei, Iparművészeti Múzeum, Magyar Kárpitművészek Egyesületének kiállítása

### Egyéni
- 1997 Volksbank Galéria, Székesfehérvár
- 1999 Volksbank Galéria, Wertheim, Németország

Weimar, Németország
- 2003 Tourinform Galéria, Gyöngyös
- 2006 Szerb Templom Galéria, Balassagyarmat
- 2013 Fészek Klub, Budapest

## Művei

### Közintézményekben
- Iparművészeti Múzeum, Budapest, „Kárpit határok nélkül”, Magyar Kárpitművészek Egyesületének közös műve H
- Keresztény Múzeum, Esztergom, „Szent István és műve”, Magyar Kárpitművészek Egyesületének közös műve H
- Országos Széchényi Könyvtár, „Corvin kárpitok”, Budapest, MKE közös műve
- Nemzeti Erőforrás Minisztériuma, „Európa Fényei”, Budapest, MKE közös műve
- Province de Hainaut, Tournai, Belgium, „Rét” részlet

### Középületekben
- Városháza, Salgótarján H
- Városháza, Ajka H
- Hilton Hotel, Budapest H